# Oreodera tuberculata
Oreodera tuberculata là một loài bọ cánh cứng trong họ Cerambycidae.